# Escuadrones de la muerte (Nicaragua)
Escuadrones de la Muerte es el término usado para referirse a un grupo armado parapolicial, paramilitar o escuadrón terrorista que participa en asignaciones extrajudiciales y que llega a forzar desapariciones de personas como parte de campañas de guerra y de terror. 
En el caso de Nicaragua diversos organismos de derechos humanos denunciaron a partir del inicio de las protestas antigubernamentales el 19 de abril de 2018, la aparición de civiles armados sin identificación que operaban al margen de la ley y en conjunto con unidades de la Dirección de Operaciones Especiales Policíacas (DOEP). y oficiales regulares de la Policía Nacional de Nicaragua. Estos grupos fueron usados como vanguardia al momento de atacar a manifestantes atrincherados en barricadas y tranques que se habían levantado a lo largo del país entre abril y julio de 2018 como método de protesta pacífico. Así mismo se encargan de amedrentar a periodistas, opositores políticos y en general  intimidar a la población civil. Su método de movilización eran caravanas conformadas por varias decenas de camionetas doble cabina cargadas de hombres armados, el oficialismo las denominó "caravanas de la paz" sin embargo debido al accionar violento e irrestricto de estos grupos, la población y la prensa opositora los denominó las caravanas de la muerte.
Uno de los métodos de represión documentados fue la denominada "Operación Limpieza", llamada así pues su objetivo era "limpiar" las calles de barricadas y focos de protestas, y por su similitud con la Operación Limpieza de 1979, un operativo militar realizado por el anterior dictador, Gral. Anastasio Somoza Debayle, contra la insurrección popular de mayo a julio de 1979, la cual terminó derrocándolo; en el 2018 estos ataques sin embargo, fueron realizados contra ciudadanía en su mayoría desarmada, este período de represión comenzó el 12 de junio en Managua y finalizó el 24 de julio en Jinotega, y significó un repunte en el número de ciudadanos fallecidos y desaparecidos en el contexto de las protestas y represión, la CIDH logró confirmar al menos 328 ciudadanos asesinados, incluyendo una veintena de policías y simpatizantes del gobierno; no obstante, algunos organismos de derechos humanos nacionales elevan la cifra a más de 500 fallecidos, aun así, se teme que la cifra real de fallecidos sea muy superior y probablemente jamás se conozca la cifra real de decesos. Una comisión especial creada por la Organización de los Estados Americanos determinó el que Estado de Nicaragua incurrió en crímenes de lesa humanidad, perpetrados por las fuerzas de seguridad en conjunto con los escuadrones de la muerte.

## Historia
Los asesinatos extrajudiciales y la represión militar son un fenómeno histórico en Nicaragua. La inician e instalan las tropas de intervención norteamericana, la larga historia de ocupación en el país llevaron a estos utilizar métodos de represión y asesinatos selectivos para controlar a la oposición política, siendo estos últimos un recurso habitual de carácter más organizado, más extendido y más mortífero en la última parte del siglo XX, cuando los escuadrones de la muerte, como La Mano Blanca, trabajaron directamente con los militares y la oligarquía para suprimir la movilización política. Esos escuadrones de la muerte gozaron de impunidad en sus actos y raramente fueron juzgados.

### Dictadura somocista
Los escuadrones de la muerte o Mano Negra fueron activos durante el periodo de lucha armada del Frente Sandinista de Liberación Nacional entre 1963 - 1979, asesinando a líderes políticos, sindicales, campesinos y estudiantes en lo que se decía ser unidades anticomunistas, e intencionalmente causaban terror a la población civil. Sus asesinatos incluían prioritaria mente a Militantes del Frente Sandinista de Liberación Nacional, sucesores de la gesta heroica del General Augusto César Sandino, quien logró la expulsión de las tropas estadounidenses de Nicaragua, causándoles escandalosas cantidades de bajas. 
Los escuadrones de la muerte eran usualmente percibidos como instrumentos de la dinastía para generar terror y muerte. 
Usualmente independientes de las fuerzas de seguridad establecidas por el estado, estas unidades paramilitares clandestinas eran capaces de obtener apoyo de manera no oficial de las capacidades de inteligencia y logística de las fuerzas institucionales del estado.
Muchos de los organizadores de los escuadrones de la muerte también eran oficiales de la Guardia Nacional.
La GN creó las tristemente célebres Brigada Especial Anti Terrorismo (BECAT), como unidades urbanas contra terrorismo y basada en SWAT, cuyos miembros recibían uniformes camuflados y cascos israelitas y chaleco antibalas, que llevaron a cabo abusos de derechos humanos en gran escala.

### Primer Gobierno Sandinista (1979-1990)
Luego del triunfo de la Revolución Sandinista en 1979 se instaló en Nicaragua un gobierno de tendencias marxistas, primero presidido por una junta de gobierno y a partir de 1985 por Daniel Ortega como presidente, durante este período marcado por una guerra civil contra el grupo guerrillero anticomunista conocido como  los Contras, se cometieron diversos abusos y violaciones contra los derechos humanos tanto de parte de los guerrilleros como por el Ejército Popular Sandinista y el gobierno, el cual usaba el espionaje, intimidación, acoso, torturas y hasta asesinatos extrajudiciales para amedrentar a la oposición, dejando el gobierno sandinista de esta manera, un antecedente en los abusos contra derechos humanos.

### Segundo Gobierno Sandinista (2007-actualidad)
Presionados por la guerra y por una economía en bancarrota, los sandinistas aceptan celebrar elecciones en 1990, siendo derrotados con el 40.82 % de los votos, sin embargo los líderes y combatientes de ambos bandos enfrentados gozaron de impunidad por los abusos cometidos durante la guerra, motivo por el cual, tanto los jefes de la contra como Daniel Ortega, quien fungía como presidente, no fueron juzgados, este último permaneció en la oposición hasta que en el año 2006 ganó con el 38,07 % de los votos las elecciones generales, tomando posesión de la presidencia el 10 de enero de 2007, también de la mano del Frente Sandinista, convertido en partido político desde 1984, tan pronto como en el año 2008, año de elecciones municipales, se reportó que fuerzas de choque conformadas por fanáticos sandinistas habían agredido y hostigado las campañas de la oposición política, dejando cientos de heridos por todo el país, este fue un grave precedente, pues todas las elecciones en Nicaragua desde entonces han estado marcadas por denuncias de fraude electoral y violencia política, hecho que desembocó en la creación de los escuadrones de la muerte para reprimir las protestas ciudadanas del año 2018. 